# Перегони (настільна гра)
Перегони — гра на папері в клітинку для двох і більшої кількості гравців. Як зрозуміло з назви, гра являє собою імітацію автомобільних перегонів, мета — прийти до фінішу першим.

## Правила гри

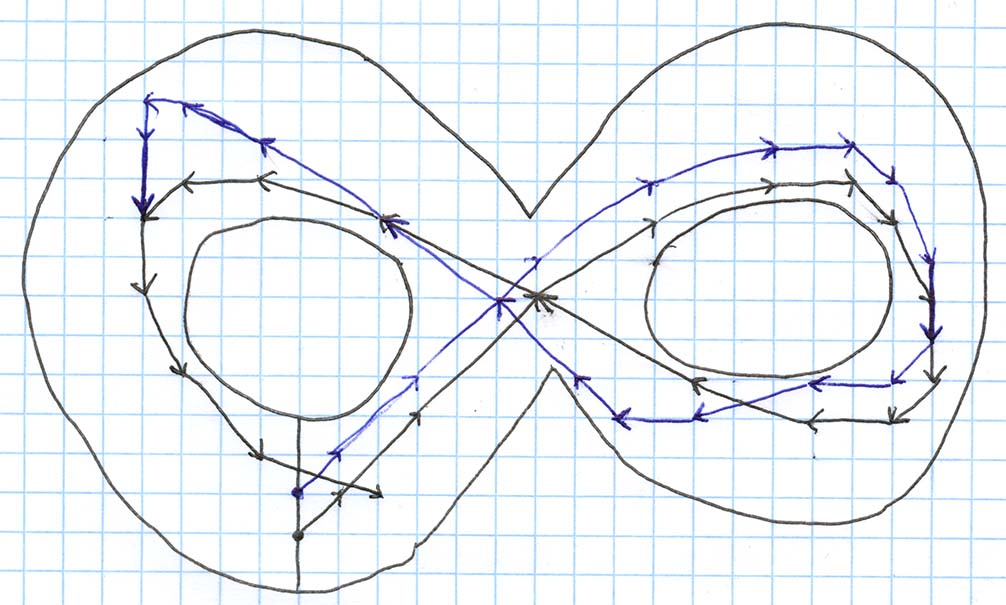
Партія гри в перегони, векторний варіант. Першим ходить і виграє гравець з чорною ручкою.

Існує багато варіантів правил. Багато гравців додають свої обмеження або бонуси для поліпшення гри.

### Підготовка
- Спочатку на папері довільним чином малюють трасу, відзначають лінії старту (і фінішу, якщо траса не є кільцевою), вибирають напрямок руху. Для початку можна спробувати зіграти на простій круговій трасі, а потім перейти на щось складніше.
- Можна розставити на трасі різні перешкоди (маленькі острівці, ямки), які ускладнюють рух з великою швидкістю.
- Гравці домовляються про черговість ходів, потім по черзі ставлять «машини» — крапки різних кольорів (або відзначають їх різними значками, наприклад «Х», «О», жирна крапка, трикутник, тощо.) — на лінії старту. Машини можна ставити лише у вузли сітки; дві машини не можуть перебувати в одній точці.
- Оскільки правила визначені, гравець, що стартував першим, може прорахувати свій шлях одразу до фінішу. Щоб цього не сталося, можна зверху накрити трасу іншим листком із заздалегідь вирізаним віконцем, щоб одночасно було видно лише частину траси.

### Початок гри
Після цього гравці по черзі пересувають машини (як саме — див. нижче). Як тільки кожний гравець зробив по ходу, закінчується «перша фаза». Після неї настає друга, третя і т. д. Якщо в межах однієї й тієї самої фази дві машини прийшли до фінішу, вважають, що гру зіграно внічию.

### Принцип руху

Можливі ходи у векторному варіанті

Існують різні способи пересування машин.

#### Векторний варіант
Якщо під час попереднього ходу машина не рухалася, то під час наступного її можна перемістити в будь-яку з восьми сусідніх точок.
В іншому разі хід роблять наступним чином. Спочатку визначають точку, куди потрапить машина за інерцією, для чого відкладають від положення машини стільки ж клітин по горизонталі та вертикалі, скільки вона здолала під час попереднього ходу. Отримане положення можна позначити ледве помітною крапкою. Гравець може затвердити цю точку або відступити від неї в будь-якому з 8 напрямів на одну клітину. Потім між новим та старим положенням проводять лінію.
Також існує складніша для управління варіація, коли від попередньої точки дозволено відступити не так на 8 сусідніх точок, а на 4: вгору, вправо, вниз або вліво (залишитися на тому самому місці теж можна). Тоді, якщо першу варіацію назвати варіацією «по квадрату», цю можна назвати варіацією «по хресту».

#### Альтернативний варіант
Хід здійснюють таким чином: ручку встановлюють вертикально в точку, де розташована машина, і потім гравець натискає пальцем на верхній кінець ручки, одночасно нахиляючи її. Ковзнувши, ручка залишить слід, у кінці якого й буде нове положення машини.

#### Інші варіанти
Також існує спосіб пересування, коли машина при швидкості n може пересуватися наn-1,n,n+ 1 клітин в тому ж напрямку (в будь-якому при n= 0), на n-2, n-1, n при повороті на 45 градусів, n-3, n-2, n-1 при повороті на прямий кут і так далі, при n не менш як 1.

### Виліт із траси; зіткнення з іншими машинами
Іноді неможливо уникнути вильоту з траси.
- Найпростіше вважати, що машина, яка зійшла з траси, «вбиває себе об стіну», а відповідний гравець — виходить з гри.
- Можна також уявити, що трасу оточує пісок, переміщення по якому можливе лише з мінімальною швидкістю. Якщо машина пройшла через пісок на будь-якій швидкості, то під час наступного ходу вона може рухатися лише ходом короля.
- Або після зіткнення машину повертають у найближчий вузол сітки, а швидкість наступного ходу 1.

Аналогічно чинять під час зіткнень машин. Існують такі варіанти правил:
- Можна взагалі заборонити ставити машину туди, де вже перебуває інша машина.
- Можна дозволити, але з «покаранням» за зіткнення: та машина, через яку сталося зіткнення, пропускає один хід (варіант: повністю зупиняється).
- Складніше правило: машина, через яку сталося зіткнення, зупиняється, але передає свою швидкість іншій машині.
- Нарешті, можна дозволити машинам вільно проходити одна через одну.